# Maji ya Chai
Maji ya Chai ist ein Verwaltungsbezirk (Ward) des Distrikts Meru in der tansanischen Region Arusha.

## Geografie
Maji ya Chai liegt im Norden von Tansania, etwa 20 Kilometer östlich der Regionshauptstadt Arusha am südlichen Abhang des Ngurdoto-Kraters. Der Bezirk hat eine Fläche von 36 Quadratkilometern. Bei der Volkszählung 2022 lebten hier 19.779 Menschen in 5222 Haushalten.

## Gliederung
Der Bezirk besteht aus vier Gemeinden (Mtaa) mit 16 Orten (Kitongoji):
| Ngurdoto - Bondeni - Mseseveni - Mburiashi - Msamaneni - Kati | Kitefu - Masaaleni - TANESCO - Mkuuny - Kimandafu - Bondeni | Maji ya Chai - K/Centre - Kimandafu - Maji ya Chai Kati | Lerai - Ngorika - Magadini - Lerai Kati |

## Wirtschaft und Infrastruktur
- Gesundheit: Im Bezirk befinden sich drei Apotheken, zwei öffentliche in Maji ya Chai[6] und in Kitefu[7] und eine private in Ngurdoto.[8]
- Bildung: Die Maji Ya Chai Secondary School ist eine weiterführende Schule, die Jugendliche bis zur 4. Stufe ausbildet.[9]
- Verkehr: Durch den Süden des Bezirks verläuft die asphaltierte Nationalstraße T2 von Arusha nach Moshi.[10]